# Bertel Storskrubb

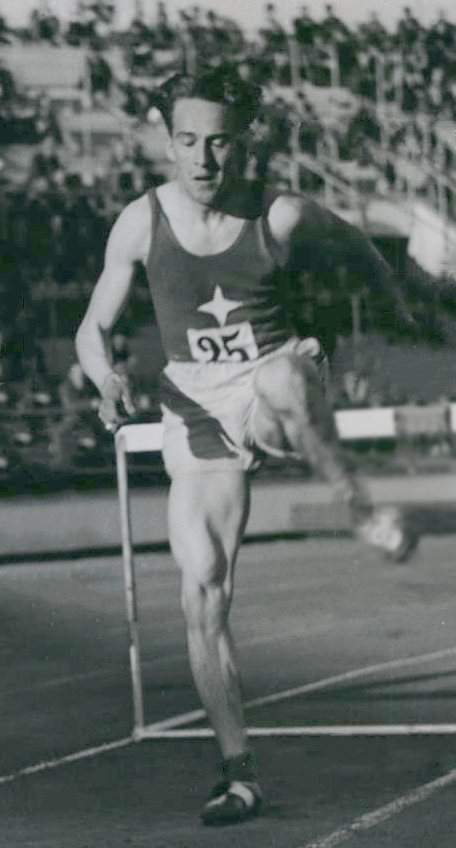
Bertel Storskrubb, 1939.

Alf Bertel "Bebbe" Storskrubb, född 24 april 1917 i Jakobstad, död 21 april 1996 i Helsingfors, var en finlandssvensk friidrottare.
Storskrubb var mycket mångsidig och han var med i det lag som vann det finländska handbollsmästerskapet år 1945. Sina största framgångar nådde han dock som friidrottare på sträckorna 400 meter, 800 meter och 400 meter häck.
Storskrubb vann EM-guld i Oslo 1946 på 400 m häck med tiden 52,2 som förblev hans personliga rekord, vid detta tillfälle årsbästa notering i världen. Vid OS i London 1948 sprang han ankarsträckan på 4 x 400 meter för Finland, som slutade på fjärde plats.
Storskrubbs notering på 800 meter i Malmö år 1946, 1.49,3, var årsbästa i världen och finländskt rekord. Som rekord stod det sig i tio år. 
Storskrubb vann 24 individuella finländska mästerskap och därtill 10 stafettmästerskap. Han representerade Helsingfors IFK.